# Іл-2 Штурмовик: Забуті битви
«Іл-2 Штурмовик: Забуті битви» (англ. IL-2 Sturmovik: Forgotten Battles) — авіасимулятор, продовження гри «Іл-2 Штурмовик», що випущена в 2001 році. Дії цієї комп'ютерної гри відбуваються під час Другої світової війни.

## Опис гри
Гра дає можливість гравцю керувати однім з багатьох літаків країн Осі або союзників. Можна як виконувати окремі завдання, так і проходити гру в режимі «Кар'єра». Також можна швидко створювати конфігурацію в «Простому редакторі». Ще в гру вбудований «Повний редактор», який дозволяє самостійно створювати ігрові місії.
Гра мала дуже якісну графіку для свого часу, що стало однією зі складових її успіху серед гравців. Також гра відрізняється реалістичною фізичною моделлю літаків.

## Багатокористувацька гра
В Інтернеті існує кілька десятків ігрових серверів. Вони відрізняються відвідуваністю, рівнем складнощі, а також набором мап. Від рівня складнощі залежить реалістичність гри. Наприклад, є сервери з підтримкою зовнішніх виглядів і мітками на мапі. А є сервери, на яких швидкість літаків можна дізнатися тільки з приладів.